# Erwin Sellering
Erwin Sellering, né le 18 octobre 1949 à Sprockhövel, est un homme politique allemand membre du Parti social-démocrate d'Allemagne (SPD).
Juge de formation, il est nommé en 2000 ministre de la Justice du Mecklembourg-Poméranie-Occidentale dans la coalition rouge-rouge de Harald Ringstorff, un poste qu'il conserve à la suite des élections de 2002, au cours desquelles il est élu député au Landtag.
Il devient ministre des Affaires sociales en 2006 au sein d'une grande coalition dirigée par Ringstorff, avant d'être désigné en 2007 à la présidence du SPD du Land. Il est élu un an plus tard au poste de ministre-président et maintient l'alliance avec la CDU. Après les élections régionales de 2011, bien qu'une coalition avec Die Linke ou un gouvernement minoritaire avec les Verts soient théoriquement possibles, il choisit de reconduire la grande coalition.

## Biographie

### Jeunesse et études
Fils d'un épiscopalien membre de l'Union chrétienne-démocrate d'Allemagne (CDU), il passe son Abitur à Hattingen. Il étudie ensuite le droit à l'université de Heidelberg, à l'université de la Ruhr à Bochum et enfin à l'université de Münster. Il y obtient en 1975 son premier examen juridique d'État.

### Carrière professionnelle
En 1978, après la période de stage requise, Erwin Sellering passe avec succès son second examen juridique d'État et obtient alors un poste de juge de première instance.
Il est nommé juge à la cour administrative de Gelsenkirchen trois ans plus tard, et y reste jusqu'en 1994. Cette année-là, il adhère au Parti social-démocrate d'Allemagne et prend les fonctions de président de la cour administrative de Greifswald, en Mecklembourg-Poméranie-Occidentale.

### Incursion en politique
Il devient ensuite conseiller juridique sur une enquête parlementaire menée par le Landtag de Mecklembourg-Poméranie-Occidentale entre janvier et novembre 1996. Au mois de décembre, il retrouve sa cour administrative, mais en tant que vice-président.
Il intègre en 1997 le comité directeur régional du SPD. Il est recruté le 10 novembre 1998 en tant que directeur de département à la chancellerie régionale (en allemand : Staatskanzlei) à Schwerin, à la suite de l'arrivée au pouvoir du social-démocrate Harald Ringstorff.

### Ministre régional
Le 20 septembre 2000, Erwin Sellering est nommé à 50 ans ministre de la Justice de Mecklembourg-Poméranie-Occidentale dans le premier cabinet de coalition rouge-rouge de Ringstorff. Pour les élections régionales du 22 septembre 2002, il est investi dans la 1re circonscription et se fait élire député au Landtag par 36,5 % des suffrages exprimés. Il est reconduit dans le cabinet Ringstorff II et élu vice-président du SPD du Land en 2003.
Au cours des élections du 17 septembre 2006, il est battu dans sa circonscription par le candidat chrétien-démocrate en réunissant 27,3 % des voix. Il conserve toutefois son siège de parlementaire grâce au mandat de liste. Après que Ringstorff a constitué une « grande coalition » avec l'Union chrétienne-démocrate d'Allemagne (CDU), Sellering est nommé le 7 novembre ministre de la Justice.

### Ministre-président du Land

#### Premier mandat (2008-2011)
Il est élu président du SPD régional le 14 avril 2007, succédant à Ringstorff.
Le 6 octobre 2008, Erwin Sellering est investi ministre-président de Mecklembourg-Poméranie-Occidentale par le Landtag avec 40 voix sur 71, après avoir assuré la reconduction de la grande coalition. Il constitue aussitôt son premier cabinet, dont la seule nouvelle membre est Manuela Schwesig, qui prend sa suite comme ministre des Affaires sociales.

#### Second mandat (2011-2016)

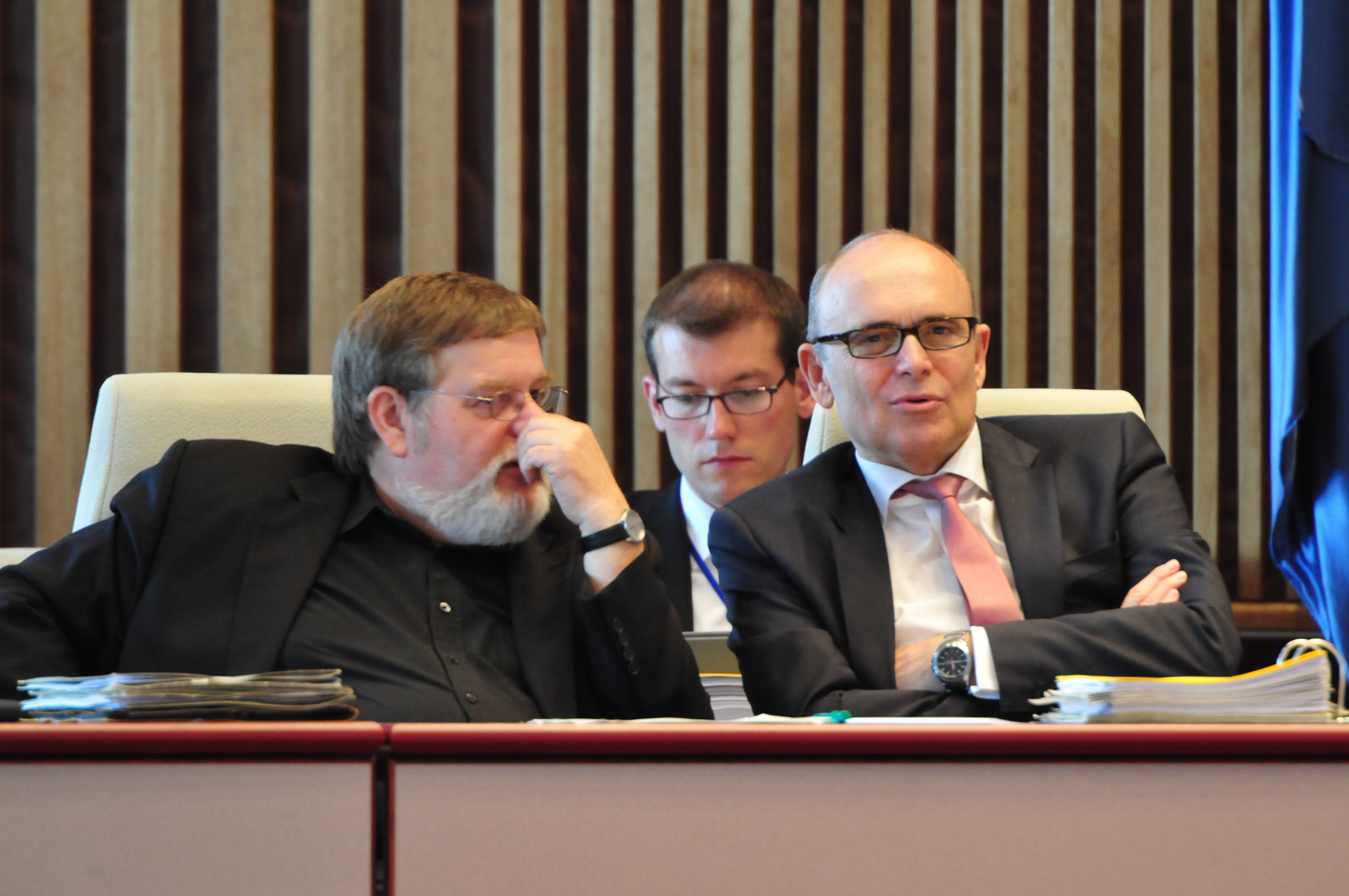
Erwin Sellering et le ministre de l'Énergie Volker Schlotmann lors d'une séance du Landtag, en 2013.

Chef de file social-démocrate aux élections régionales du 4 septembre 2011, il l'emporte avec 35,7 % des suffrages, enregistrant ainsi une progression de plus de cinq points par rapport à Ringstorff cinq ans plus tôt, et une avance de plus de dix points sur les chrétiens-démocrates, conduits par le ministre de l'Intérieur Lorenz Caffier. Au cours du scrutin, il est réélu député dans la circonscription de Greifswald avec 41,4 % des voix, soit une avance de dix-huit points sur le candidat de la CDU, arrivé deuxième.
La configuration parlementaire lui offre de nombreuses possibilités. Il peut ainsi reconduire sa majorité, former une nouvelle « coalition rouge-rouge » avec Die Linke, voire tenter une « coalition rouge-rouge-verte » avec la Linke et l'Alliance 90 / Les Verts (Grünen) ou un gouvernement minoritaire avec les Grünen et le soutien sans participation de la Linke. Il choisit finalement de confirmer son alliance avec la CDU et forme son second gouvernement le 25 octobre, dans lequel le SPD compte cinq ministres sur huit, contre une stricte égalité dans la précédente équipe.

#### Troisième mandat (2016-2017)

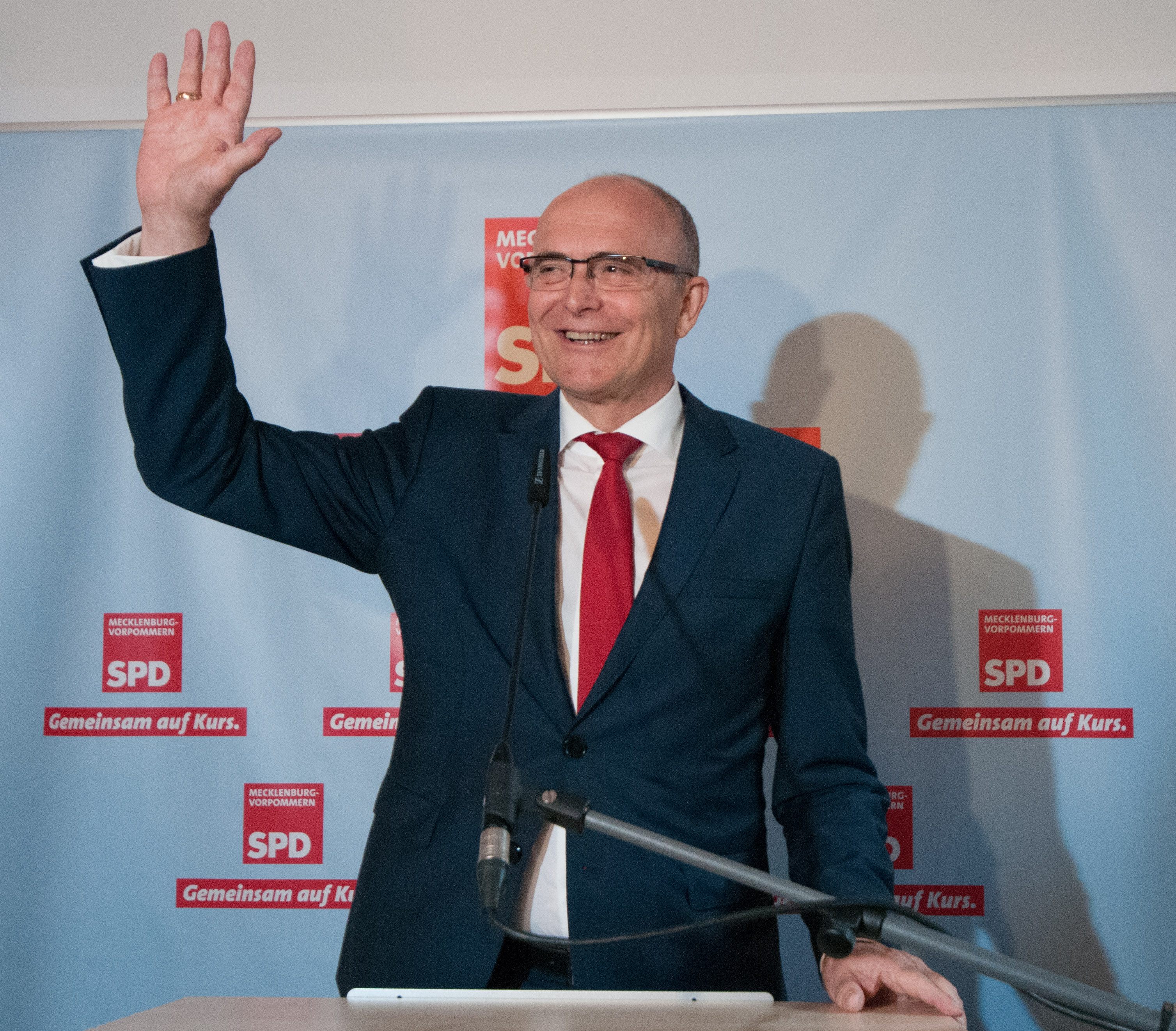
Erwin Sellering au siège du SPD régional, le soir des élections de 2016.

Il est de nouveau investi le 1er octobre 2015 comme chef de file du Parti social-démocrate dans la perspective des prochaines élections régionales, programmées pour l'année suivante. À cette occasion, il postule à un nouveau mandat parlementaire dans la 8e circonscription, située à Schwerin. À la traîne dans les sondages, il parvient à reprendre l'ascendant sur la CDU à partir du 12 août 2016, à seulement trois semaines du scrutin.
Au soir du 4 septembre 2016, le SPD totalise 30,7 % des suffrages exprimés et fait élire 26 députés. Malgré la percée de la droite populiste de l'Alternative pour l'Allemagne (AfD), il est libre de constituer une grande coalition ou une coalition rouge-rouge. Il indique alors qu'il compte ouvrir des discussions exploratoires aussi bien avec la CDU qu'avec Die Linke.
Il décide finalement de maintenir l'alliance avec la CDU au pouvoir depuis dix ans. L'accord de coalition est formellement approuvé le 22 octobre par les deux formations. Le 1er novembre, il est investi pour un troisième mandat par 41 voix pour, 21 contre et une abstention, soit une voix de moins que le total de sa majorité.
Le 30 mai 2017, Erwin Sellering annonce qu'il démissionne de toutes ses fonctions après avoir révélé qu'il souffre d'un cancer et le SPD du Land demande à Manuela Schwesig de lui succéder. Elle est élue à cet effet le 4 juillet suivant.

### Vie privée
Divorcé et remarié, il est père de deux enfants.